# Yonas Kinde
Yonas Kinde (7 de mayo de 1980) es un atleta de pista y campo de Etiopía, que vive y entrena en Luxemburgo.

## Vida personal
Dejó su país debido a problemas políticos. Vive en Luxemburgo desde 2012 y está bajo protección internacional desde 2013. Toma clases de idioma francés y ha trabajado como taxista y masajista deportivo.

## Carrera deportiva
Comenzó a correr en Etiopía cuando era adolescente, principalmente en campo a través, 10.000 metros y media maratón, y finalmente pasó a la maratón completa. Durante su relativamente corta carrera en Europa, entrenado por Yves Göldi, ganó varios títulos en Luxemburgo, Francia y Alemania.

### Río de Janeiro 2016
Representó al Equipo Olímpico de Atletas Refugiados, que compitió bajo la bandera olímpica en los Juegos Olímpicos de Río de Janeiro 2016 (Brasil). Tras ser seleccionado por el Comité Olímpico Internacional (COI) y el Alto Comisionado de las Naciones Unidas para los Refugiados (ACNUR), compitió en el evento de maratón, quedando en la 90° posición.